# Double Pack
Double Pack é uma sessão televisiva de Filmes exibida todo domingo, no período das 20:00 pelo canal AXN. A sessão, tem como objetivo, mostrar como dois filmes e duas histórias diferentes podem estar conectados.
Nas férias, o AXN prepara o Pack denominado Mês das Continuações no Double Pack, que consiste em exibir grandes filmes e suas continuações.